# Lycosa virgulata
Lycosa virgulata là một loài nhện trong họ Lycosidae.
Loài này thuộc chi Lycosa. Lycosa virgulata được Pelegrin Franganillo-Balboa miêu tả năm 1920.